# Momondo
momondo (момо´ндо) — це туристична метапошукова система, яка була розроблена у Копенгагені та яка дозволяє користувачам знаходити та порівнювати пропозиції на авіаквитки, готелі, автомобілі на прокат та інші туристичні послуги. momondo перенаправляє користувачів на сайти агентств та авіакомпаній, які безпосередньо займаються продажем авіаквитків. Серед додаткових функцій присутня можливість оцінки привабливості авіаквитків, виходячи із вартості перельоту та часу у дорозі.

## Історія
momondo розпочав свою роботу у вересні 2006 року, як пошукова система для авіаквитків. У жовтні 2007 року momondo був оновлений та доповнений онлайн путівниками та статтями про подорожі, були додані пошук готелів, пакетних турів, автомобілів на прокат та інші туристичні послуги. У березні 2011 року був запущений мобільний додаток. Сервіс перекладений 16 мовами: українською, російською, англійською, данською, шведською, норвезькою, фінською, польською, китайською, німецькою, французькою, іспанською, португальською, італійською, голландською, та турецькою.
У квітні 2011 року momondo та материнська компанія Skygate продані Англо-американському сервісу Cheapflights Media Ltd (на сьогодні носить назву Momondo Group Ltd). Головний офіс momondo знаходиться у Данії, та компанія продовжує працювати, як незалежна організіція.

## Основні факти
- Офіси компанії знаходяться у наступних містах: Копенгаген, Лондон, Бостон та Торонто
- Сумарна кількість користувачів Momondo Group Ltd. Становить приблизно 15 млн людей щомісячно
- Мобільний додаток momondo став доступний українською мовою для IOS в березні 2013, а для Android у квітні 2013
- CEO об'єднаної групи Хьюго Бюрге займає керівну позицію з 2011 року[5]